# Adrian Desmond
Pour les articles homonymes, voir Desmond.
Adrian John Desmond, né en 1947, est un biographe et historien des sciences britannique.

## Travaux
Il est l'auteur de publications sur l'histoire de l'évolution et spécialement, avec James Moore, le co-auteur en 1991 d'une biographie de Charles Darwin (1809-1882) qui a reçu plusieurs prix. Il a écrit l'entrée sur Darwin dans le Dictionary of National Biography et dans l'Encyclopædia Britannica.

## Formation et carrière
Il étudie la physiologie à l'université de Londres puis étudie l'histoire des sciences et la paléontologie vertébrée à l'University College de Londres avant de poursuivre ses recherches sur l'histoire de la paléontologie vertébrée à l'université Harvard. Il obtient son doctorat auprès de Stephen Jay Gould sur le thème du contexte victorien de l'évolution darwinienne.
Desmond est Honorary Research Fellow du Déparement de biologie à l'University College de Londres,.

## Prix et distinctions
Desmond a reçu en 1991 le prix Pfizer de la Société d'histoire des sciences pour The Politics of Evolution: Morphology, medicine and reform in radical London (1989).
Il a reçu avec James Moore pour Darwin le prix James Tait Black en 1991, le prix Comisso pour une biographie en Italie, le prix Watson Davis de la Société d'histoire des sciences et le prix Dingle (de) de la British Society for the History of Science (en).
Il est Scientific Fellow de la Zoological Society of London, membre de la British Society for the History of Science, de la Société d'histoire des sciences et de la Society of Vertebrate Paleontology. 

## Publications
- The Hot-blooded Dinosaurs: a revolution in palaeontology (1975)
- The Ape's Reflexion (1979)
- Archetypes and Ancestors (1982)
- (en) Adrian Desmond, The Politics of Evolution: Morphology, Medicine, and Reform in Radical London, University of Chicago Press, 1989 (ISBN 9780226143460, lire en ligne)[7],[8],[9],[10].
- (en) Adrian Desmond et Jame Moore, Darwin, Londres, Michael Joseph, Penguin Group, 1991, xxi + 807, 56 p.de pl. (ISBN 0-7181-3430-3)[11].
- Huxley: From Devil's Disciple to Evolution's High Priest (1999)
- Charles Darwin (Very Interesting People) avec Janet Browne & James Moore (2007)
- Darwin's Sacred Cause: Race, Slavery, and the Quest for Human Origins avec James Moore (2009)